# Halterofilismo nos Jogos Olímpicos de Verão de 2020 - Até 76 kg feminino
A categoria até 76 kg feminino do halterofilismo nos Jogos Olímpicos de Verão de 2020 foi disputada em 1 de agosto de 2021 no Fórum Internacional de Tóquio, na capital japonesa. Um total de 13 halterofilistas, cada uma representando um Comitê Olímpico Nacional (CON), participaram do evento.

## Qualificação
Em cada categoria, até 14 halterofilistas poderiam se qualificar, com as vagas sendo alocadas da seguinte forma:
- Oito pelo ranking mundial da IWF;
- Cinco representantes de cada continente seguindo o ranking mundial, sendo limitado a CONs ainda sem halterofilistas qualificados;
- Vagas para o país anfitrião ou para a Comissão Tripartite.

Megan Signal, da Nova Zelândia, estava entre as classificadas da categoria, mas uma lesão no ombro horas antes do início do evento forçou sua retirada, diminuindo o número de competidoras para 13.

## Calendário
Horário local (UTC+9)
| Data        | Hora  | Fase    |
| ----------- | ----- | ------- |
| 1 de agosto | 13:50 | Grupo B |
| 1 de agosto | 19:50 | Grupo A |

## Medalhas
| Ouro   | ECU Neisi Dajomes |
| Prata  | USA Katherine Nye |
| Bronze | MEX Aremi Fuentes |

## Recordes
Antes desta competição, os seguintes recordes eram estabelecidos:
| Recorde          | Tipo      | Halterofilista  | Peso   | Local   | Data                    |
| Recorde mundial  | Arranque  | Rim Jong-sim    | 124 kg | Pattaya | 24 de setembro de 2019  |
| Recorde mundial  | Arremesso | Zhang Wangli    | 156 kg | Fuzhou  | 26 de fevereiro de 2019 |
| Recorde mundial  | Total     | Rim Jong-sim    | 278 kg | Ningbo  | 26 de abril de 2019     |
|                  |           |                 |        |         |                         |
| Recorde olímpico | Arranque  | Padrão olímpico | 121 kg | —       | 1 de novembro de 2018   |
| Recorde olímpico | Arremesso | Padrão olímpico | 149 kg | —       | 1 de novembro de 2018   |
| Recorde olímpico | Total     | Padrão olímpico | 270 kg | —       | 1 de novembro de 2018   |

## Resultados
| Pos.              | Halterofilista         | CON                | Grupo | Peso  | Arranque (kg) | Arranque (kg) | Arranque (kg) | Arranque (kg) | Arremesso (kg) | Arremesso (kg) | Arremesso (kg) | Arremesso (kg) | Total |
| Pos.              | Halterofilista         | CON                | Grupo | Peso  | 1             | 2             | 3             | Result.       | 1              | 2              | 3              | Result.        | Total |
| ----------------- | ---------------------- | ------------------ | ----- | ----- | ------------- | ------------- | ------------- | ------------- | -------------- | -------------- | -------------- | -------------- | ----- |
| Medalha de ouro   | Neisi Dajomes          | ECU Equador        | A     | 75.10 | 111           | 115           | 118           | 118           | 135            | 140            | 145            | 145            | 263   |
| Medalha de prata  | Katherine Nye          | USA Estados Unidos | A     | 75.15 | 107           | 111           | 114           | 111           | 133            | 138            | 148            | 138            | 249   |
| Medalha de bronze | Aremi Fuentes          | MEX México         | A     | 75.65 | 105           | 108           | 110           | 108           | 135            | 137            | 139            | 137            | 245   |
| 4                 | Patricia Strenius      | SWE Suécia         | A     | 72.80 | 102           | 102           | 102           | 102           | 130            | 133            | 138            | 133            | 235   |
| 5                 | Darya Naumava          | BLR Bielorrússia   | A     | 75.30 | 103           | 107           | 107           | 103           | 125            | 131            | 133            | 131            | 234   |
| 6                 | Kumushkhon Fayzullaeva | UZB Uzbequistão    | A     | 71.80 | 97            | 101           | 101           | 101           | 122            | 126            | 130            | 126            | 227   |
| 7                 | Emily Muskett          | GBR Grã-Bretanha   | B     | 71.85 | 92            | 95            | 98            | 98            | 117            | 123            | 124            | 124            | 222   |
| 8                 | Kristel Ngarlem        | CAN Canadá         | B     | 75.35 | 92            | 95            | 97            | 95            | 123            | 126            | 126            | 123            | 218   |
| 9                 | Mahassen Fattouh       | LBN Líbano         | B     | 69.60 | 88            | 93            | 97            | 93            | 112            | 118            | 124            | 124            | 217   |
| 10                | Nancy Genzel Abouke    | NRU Nauru          | B     | 71.80 | 88            | 88            | 90            | 90            | 108            | 113            | 117            | 113            | 203   |
| 11                | Jeanne Gaëlle Eyenga   | CMR Camarões       | B     | 75.50 | 86            | 91            | 96            | 91            | 111            | 116            | 118            | 111            | 202   |
| –                 | Iryna Dekha            | UKR Ucrânia        | A     | 75.75 | 110           | 113           | 113           | 113           | 131            | 131            | 131            | –              | –     |
| –                 | Kim Su-hyeon           | KOR Coreia do Sul  | A     | 75.65 | 106           | 109           | 110           | 106           | 138            | 140            | 140            | –              | –     |

Legenda
| Recorde mundial      | Recorde mundial (World record)               |                       | Recorde africano                      | Recorde africano (African) |                                           | Q | Classificado por posição (Qualified) |
| Recorde olímpico     | Recorde olímpico (Olympic record)            | Recorde da América    | Recorde da América (Americas)         | q                          | Classificado por melhor tempo (Qualified) |   |                                      |
| Melhor marca do ano  | Melhor marca do ano (World leading)          | Recorde asiático      | Recorde asiático (Asian)              | DNS                        | Não largou (Did not start)                |   |                                      |
| Recorde nacional     | Recorde nacional (National record)           | Recorde europeu       | Recorde europeu (European)            | DNF                        | Não terminou (Did not finish)             |   |                                      |
| Recorde pessoal      | Recorde pessoal do atleta (Personal best)    | Recorde da Oceania    | Recorde da Oceania (Oceania)          | DSQ / DQ                   | Desclassificado (Disqualified)            |   |                                      |
| Recorde da temporada | Recorde da temporada do atleta (Season best) | Recorde sul-americano | Recorde sul-americano (South America) | NM                         | Sem marca (No mark)                       |   |                                      |